# NGC 3219
NGC 3219 ist eine elliptische Galaxie vom Hubble-Typ E im Sternbild Kleiner Löwe. Sie ist schätzungsweise 696 Millionen Lichtjahre von der Milchstraße entfernt.
Das Objekt wurde am 11. April 1882 von Edouard Stephan entdeckt.